# Красных, Александр Владимирович
Александр Владимирович Красных (род. 19 июня 1995, Бугульма, Татарстан) — российский пловец, серебряный призер Олимпийских игр 2020 года, чемпион мира по плаванию на короткой воде, призёр чемпионатов мира, чемпион и призер чемпионатов Европы, чемпион России, Заслуженный мастер спорта России (2017).

## Спортивная биография
В 7 лет Александр начал заниматься боксом. Через некоторое время Красных также начал ходить в бассейн. Первым тренером стала Лилия Анатольевна Смирнова. К 4-му классу Красных принял решение сосредоточиться на плавании. На юниорском чемпионате Европы 2013 года Красных стал серебряным призёром на дистанции 200 метров вольным стилем, уступив в финале лишь британцу Джеймсу Гаю.
В августе 2014 года Красных в составе сборной России стал серебряным призёром чемпионата Европы в эстафете 4×200 метров вольным стилем. В декабре 2014 года Александр стал бронзовым призёром чемпионата мира на короткой воде в эстафете 4×200. При этом Красных плыл только в предварительном заплыве. В мае 2015 года Красных стал двукратным чемпионом России на дистанциях 200 и 400 метров вольным стилем. На мировом первенстве 2015 года в Казани Александр смог пробиться в финал 200-метровой дистанции вольным стилем, где занял 7-е место. В кролевой эстафете 4×200 метров сборная России пришла к финишу 4-й.
17 апреля 2016 года Александр с результатом 3:48,27 с. занял первое место на чемпионате России на дистанции 400 метров вольным стилем. Спустя два дня Красных завоевал свою вторую золотую медаль, победив на 200-метровой дистанции, при этом оба раза Александр смог выполнить не только олимпийский квалификационный норматив «A», но и норматив ВФП, что позволило ему попасть в состав сборной России на летние Олимпийские игры в Рио-де-Жанейро. Также в рамках национального чемпионата Красных стал бронзовым призёром в эстафете 4×200 метров в составе сборной Татарстана. На Олимпийских играх Александр не смог завоевать медалей: на дистанции 400 метров вольным стилем он стал 15-м в предварительных заплывах и не смог выйти в финал, на дистанции 200 метров занял 8-е место, а в финале кролевой эстафеты 4×200 метров сборная России пришла к финишу пятой. Через четыре месяца, в декабре, на чемпионате мира на короткой воде Александр выступил успешно: на дистанции 400 метров он стал вторым, уступив только титулованному корейцу Пак Тхэ Хвану, затем на дистанции вдвое короче он стал третьим, а в эстафете 4×200 метров вольным стилем Александр на последнем этапе совершил мощнейший рывок и привёл сборную России к победе.
На чемпионате мира 2017 года завоевал бронзовую медаль на 200 м, установив в финале личный рекорд и уступив лишь Сунь Яню и Таунли Хаасу.

## Личная жизнь
- Отец — Владимир Анатольевич, мать — Татьяна Геннадьевна, сестра — Анастасия Красных
- Окончил лицей № 2 г. Бугульма.
- Окончил «Поволжскую государственную академию физической культуры, спорта и туризма» («магистр»)[10].

## Личные рекорды
По состоянию на декабрь 2016 года
| Длинная вода        | Длинная вода | Длинная вода | Длинная вода     |
| Дистанция           | Время        | Дата         | Место проведения |
| ------------------- | ------------ | ------------ | ---------------- |
| 50 м вольный стиль  | 24,16        | 15.06.2014   | Барселона        |
| 100 м вольный стиль | 50,80        | 19.04.2016   | Москва           |
| 200 м вольный стиль | 1:45,23      | 25.07.2017   | Будапешт         |
| 400 м вольный стиль | 3:46,96      | 08.06.2016   | Кане-ан-Руссийон |
| 800 м вольный стиль | 8:16,28      | 20.04.2013   | Казань           |

| Короткая вода       | Короткая вода | Короткая вода | Короткая вода    |
| Дистанция           | Время         | Дата          | Место проведения |
| ------------------- | ------------- | ------------- | ---------------- |
| 50 м вольный стиль  | 22,92         | 28.08.2014    | Доха             |
| 100 м вольный стиль | 49,25         | 11.11.2014    | Казань           |
| 200 м вольный стиль | 1:42,30       | 08.11.2015    | Казань           |
| 400 м вольный стиль | 3:37,87       | 07.11.2016    | Казань           |
| 800 м вольный стиль | 7:52,17       | 07.10.2016    | Санкт-Петербург  |

## Награды
- Медаль ордена «За заслуги перед Отечеством» I степени (11 августа 2021 года) — за большой вклад в развитие отечественного спорта, высокие спортивные достижения, волю к победе, стойкость и целеустремленность, проявленные на Играх XXXII Олимпиады 2020 года в городе Токио (Япония)[12].